# Pośredni Lodowy Kopiniak
Pośredni Lodowy Kopiniak (słow. Prostredná ľadová kopa) – turnia znajdująca się w środkowej części Lodowej Grani w słowackich Tatrach Wysokich. Od strony północno-zachodniej graniczy z Wielkim Lodowym Kopiniakiem, od którego oddziela go Lodowy Karb. Z kolei na południowy wschód od Pośredniego Lodowego Kopiniaka znajduje się Mały Lodowy Kopiniak, oddzielony Skrytą Ławką.
Północno-wschodnie stoki opadają z Pośredniego Lodowego Kopiniaka do Doliny Pięciu Stawów Spiskich, południowo-zachodnie – do Dolinki Lodowej. Wierzchołek wzniesienia jest małą czubką na północno-zachodnim końcu niemal poziomej grani szczytowej, tuż ponad Lodowym Karbem. Na drugim końcu grani szczytowej kończy się wschodnia ściana Pośredniego Wielkiego Kopiniaka. Na szczyt nie prowadzą żadne szlaki turystyczne. Dla taterników turnia jest łatwo osiągalna ze Skrytej Ławki.
Pierwsze wejścia:
- letnie – Janusz Chmielowski, Károly Jordán, Jan Nowicki, przewodnicy Klemens Bachleda, Paul Spitzkopf i tragarz Stanisław Stopka, 14 sierpnia 1903 r.,
- zimowe – Valéria Kovárová, Edita Krenová, Manicová, Maňa Mičiková, Bárdoš i Alexander Huba, 19 kwietnia 1946 r.[2]

Nazwa szczytu pochodzi od Lodowego Szczytu, w którego masywie się znajduje. Kopiniakiem mieszkańcy Podtatrza nazywają górę kopiastą, zazwyczaj mniejszą od kopy.